# Delanne 150
 (avril 2025).
Si vous disposez d'ouvrages ou d'articles de référence ou si vous connaissez des sites web de qualité traitant du thème abordé ici, merci de compléter l'article en donnant les références utiles à sa vérifiabilité et en les liant à la section « Notes et références ».
Le Delanne 150 était un bombardier moyen conçu en France par Maurice Delanne peu avant la Seconde Guerre mondiale.